# Pluvierplein
Het Pluvierplein is een plein in de Vogelbuurt in Amsterdam-Noord.

## Omschrijving

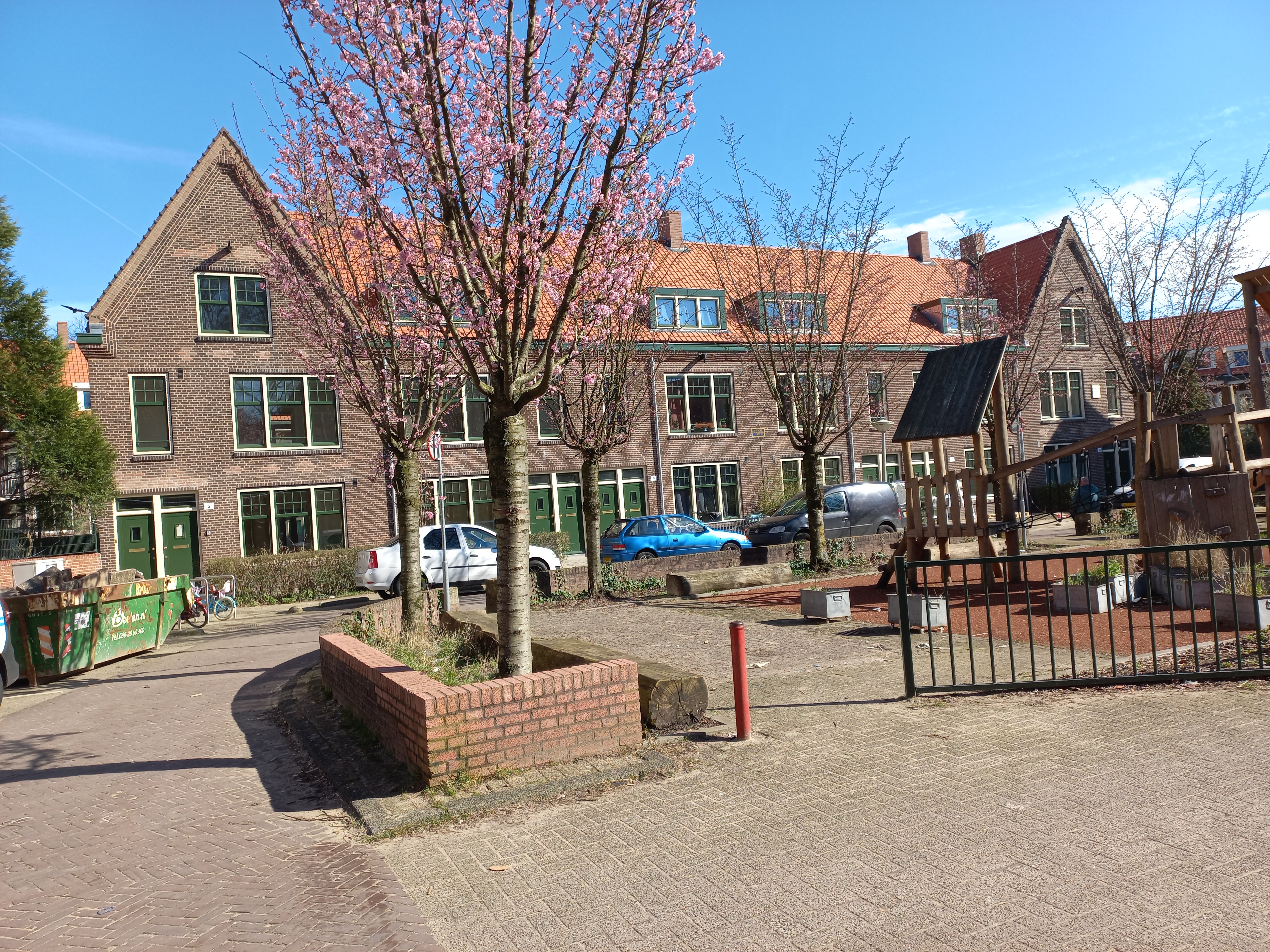
Blokje 5-15 (maart 2024)

Die Vogelbuurt eindigt in het noordoosten met een driehoek ingeklemd tussen Meeuwenplein, Meeuwenlaan en de Adelaarsweg. Die driehoek met een denkbeeldige as in de vorm van (het verlengde van) de Kolibristraat, kreeg in de volksmond de naam De Punt. Naar gebruik in de Vogelbuurt is die Punt grotendeels symmetrisch bebouwd. Het gehele buurtje is rond 1923 volgebouwd met arbeiderswoninkjes ontworpen door Adriaan Willem Weissman voor Stichting Onze Woning (tegel tussen 6 en 8), alleen twee schoolgebouwen kwamen van de hand van Cornelis Kruyswijk en Christiaan Posthumus Meyjes jr. Weissman was wel verantwoordelijk voor de woningen aan Pluvierstraat en -plein. Beide kregen op 9 juni 1921 hun naam, vernoemd naar de pluvier (Franse naam voor plevier). Voor wat betreft de naamstelling is het vreemd dat op dit plein ook straten uitkomen die genoemd zijn naar de pelikaan en flamingo, geheel andere vogels.
De bouw was een initiatief van Arie Keppler en “zijn” Gemeentelijke Woningdienst, dat hier kon bouwen omdat de grond relatief goedkoop was.
Het plein, eigenlijk ontstaan door een teruggetrokken rooilijn, meet ongeveer veertig bij twintig meter. In vroeger tijd was het een groenstrook met gras, struiken en boompjes. In later tijd omgebouwd tot kinderspeelplaats.